# Église Saint-Denys-l'Aréopagite d'Athènes
Ne doit pas être confondue avec la cathédrale Saint-Denys-l'Aréopagite d'Athènes.
L'Église Saint-Denys-l'Aréopagite (grec moderne : Εκκλησία Αγίου Διονυσίου Αρεοπαγίτη) est une église orthodoxe située dans le quartier de Kolonáki, dans la ville d'Athènes, en Grèce. La construction de l'église est achevée en 1931, selon les plans d'Anastássios Orlándos, sur le site d'une église de date antérieure, démolie en 1900. Elle est dédiée à Denys l'Aréopagite, un des premiers évêques de la ville d'Athènes. La fête paroissiale est célébrée le 3 octobre.

## Histoire
À l'emplacement de l'édifice actuel se dresse, autrefois, une église de date antérieure, construite en 1880, mais qui est démolie en 1900 afin de construire une église de plus grande taille. Les plans de cette nouvelle église sont réalisés par Anastássios Orlándos, en collaboration avec Dimítrios Filippákis. La supervision de la décoration intérieure et extérieure de l'édifice est confiée à Geórgios Nomikós. Les travaux de construction de l'église commencent en 1923 ou en 1925 et s'achèvent en 1931. L'église est consacrée par l'archevêque Chrysostome Ier. L'église fait office de cathédrale pendant la durée des travaux de restauration de la cathédrale de l'Annonciation d'Athènes.

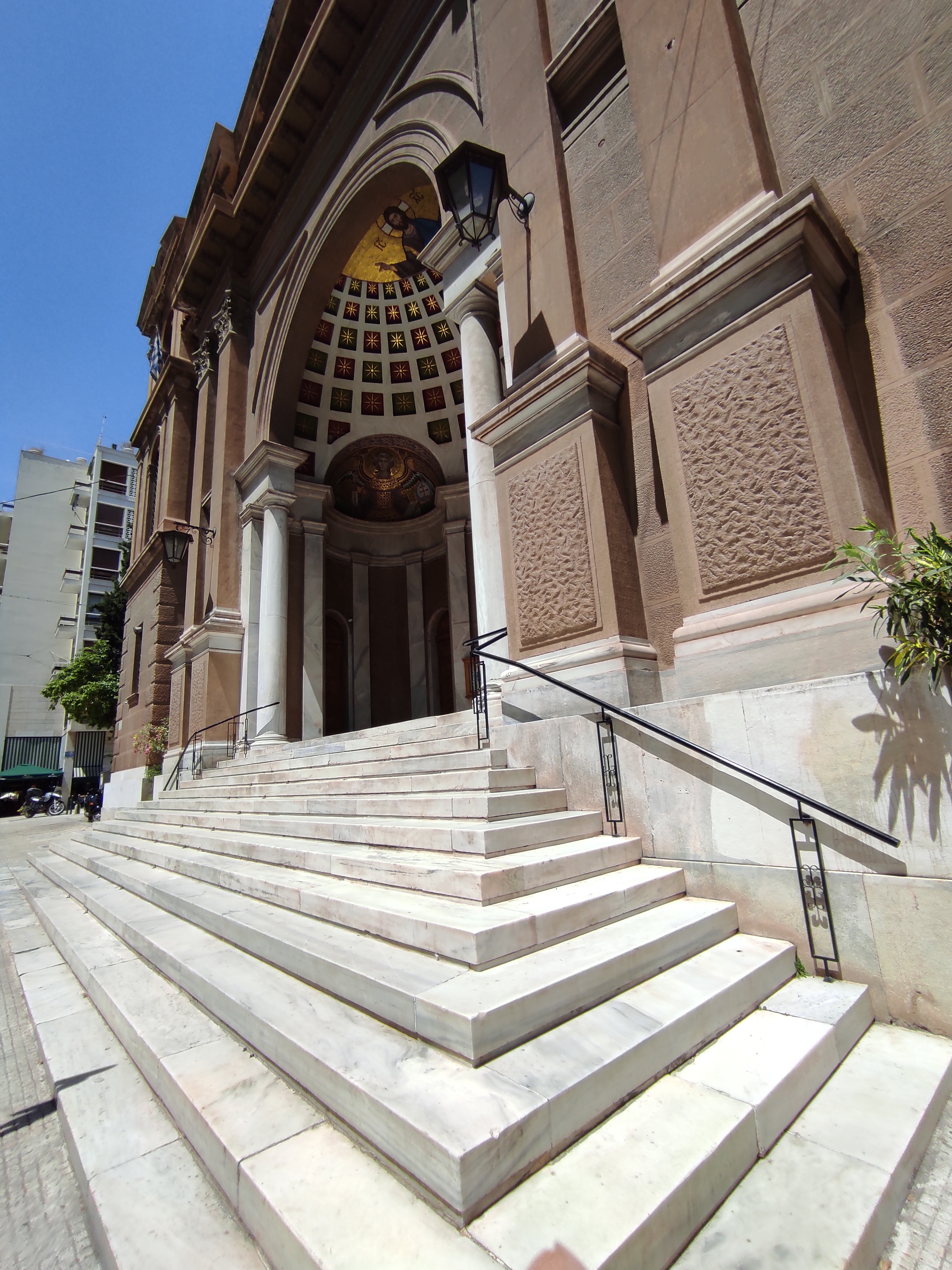
Vue de l'entrée principale de l'église Saint-Denys-l'Aréopagite depuis la rue Skoufá.

Le 27 décembre 2018, un engin explosif de faible puissance explose à proximité de l'entrée de l'église, provoquant la blessure d'un diacre, ainsi que d'un policier. Un groupe anarchiste du nom de « Secte Iconoclaste » en revendique la responsabilité.

## Architecture
L'église est de type cruciforme avec un dôme. La partie extérieure de l'église présente des éléments néoclassiques et néobaroques. L'intérieur de l'église est recouvert de fresques de Spýros Vassilíou. L'iconostase en bois sculpté, le trône de l'évêque, la chaire, les psautiers, ainsi que le lustre en bois sculpté de l'église sont l'œuvre de Theofánis Nomikós. Les mosaïques de l'exonarthex et de l'intérieur de l'église, à l'exception de celles du sol, sont l'œuvre de Stéfanos Xenópoulos.